# Асапов, Валерий Григорьевич
Валерий Григорьевич Асапов (1 января 1966, Константиновка, Малмыжский район, Кировская область, РСФСР, СССР — 23 сентября 2017, Дайр-эз-Заур, Дайр-эз-Заур, Сирия) — российский военачальник, гвардии генерал-лейтенант (2016). Герой Республики (Сирия) (2017). Герой Российской Федерации (2017, посмертно).
В 1987 году окончил Рязанское высшее воздушно-десантное командное училище. Служил в 76-й гвардейской десантно-штурмовой дивизии, принимал участие в миротворческой операции в Южной Осетии и первой войне в Чечне, во время боёв за Грозный был тяжело ранен. В 2000 году окончил Военную академию имени М. В. Фрунзе, после чего принял участие в миротворческой операции в Абхазии и Грузии. В дальнейшем был командиром 10-го парашютно-десантного полка (2001—2003), заместителем командира и начальником штаба 98-й воздушно-десантной дивизии (2003—2007). Во время Второй чеченской войны возглавлял группировку ВДВ, получив второе ранение.
Был командиром 18-й пулемётно-артиллерийской дивизии (2007—2009), после окончания Военной академии Генерального штаба занимал пост командира 37-й отдельной гвардейской мотострелковой бригады (2011—2013) и 68-го армейского корпуса (2014—2016). По данным украинских спецслужб, принимал участие в войне на юго-востоке Украины в должности командующего 1-м армейским корпусом на территории непризнанной ДНР, за что был подвергнут санкциям. В 2016—2017 годах являлся командующим 5-й общевойсковой армией, после чего в качестве военного советника был отправлен в командировку в Сирию, где стал командиром сирийского 5-го добровольческого штурмового корпуса. Погиб во время миномётного обстрела сирийских позиций террористами ИГИЛ в Дайр-эз-Зауре в 2017 году.

## Биография

### Молодые годы и образование
Валерий Григорьевич Асапов родился 1 января 1966 года в селе Константиновка под городом Малмыж Кировской области. Родом из обыкновенной рабочей семьи: отец, Григорий Аксентьевич, — шофёр сельхозтехники на Малмыжском районном транспортном предприятии, мать, Анастасия Павловна, — повар Малмыжского спиртового завода. Был старшим из четырёх сыновей. Валерий с детства мечтал стать военным и в дальнейшем избрал армейскую карьеру, тогда как его братья Сергей и Вадим пошли в милицию, а брат Вячеслав — на работу инкассатором.
В 1968 году Асаповы переехала в село Калинино в том же Малмыжском районе. Валерий ходил в детский сад села Калинино, в 1979 году поступил в местную среднюю школу, которую в 1983 году окончил с отличием. Посещал музыкальную школу по классу баяна, был активным комсомольцем, ходил на уроки начальной военной подготовки, возглавлял и приводил к победе школьную команду на районных играх «Орлёнок» и «Зарница», был направлен в лагерь «Артек». Ещё во время учёбы взял своим девизом слова из романа Вениамина Каверина «Два капитана»: «Если быть, то быть лучшим!», находил вдохновение в образе Данко из сказки Максима Горького, после выхода фильма «В зоне особого внимания» решил пойти в Воздушно-десантные войска. Окончив школу, в 1983 году подал документы в Рязанское высшее воздушно-десантное командное училище, но, несмотря на пятибалльный аттестат, несколько спортивных разрядов и успешную сдачу вступительных экзаменов, не смог поступить в училище ввиду конкурса 19 человек на место. Однако, пройдя курс выживания в дикой природе рязанских лесов, всё же был зачислен в училище дополнительным приказом. Спустя четыре года, в 1987 году окончил училище с отличием и в звании лейтенанта.

### Военная служба
Первым местом службы для Асапова стала базирующаяся в Пскове 76-я гвардейская десантно-штурмовая дивизия, в 104-м и 234-м парашютно-десантных полках которой он за десять лет прошёл путь от командира взвода, заместителя командира роты — инструктора воздушно-десантной подготовки, командира роты до начальника штаба — заместителя командира батальона, а затем и командира батальона.
В 1992—1993 годах в составе смешанных миротворческих сил служил в Южной Осетии. В январе 1995 года в должности начальника штаба батальона и звании майора был командирован в Чечню. Во время боёв за Грозный получил тяжёлое огнестрельное ранение левой голени с перебитием обеих берцовых костей, после чего был прооперирован прямо в автоперевязочной медицинской роты. Был целый год прикован к постели и перенёс четыре операции в госпиталях Ростова-на-Дону, Пскова и Санкт-Петербурга, но полностью выздоровел. Так как одна его нога стала короче другой на три сантиметра, Асапов остался на всю жизнь хромым, вместе с тем полностью выполнял нормы физической подготовки, однако не избежал перевода в тыл. Впоследствии, ввиду хромоты за Асаповым закрепилось прозвище «Хромой генерал», как ранее за Суворовым.
В 1997 году поступил в Военную академию имени М. В. Фрунзе, окончив её через три года, в 2000 году, с отличием. В том же году назначен заместителем командира 345-го отдельного парашютно-десантного полка в составе миротворческих сил в Абхазии, а в 2001 году в звании подполковника назначен на должность командира 10-го парашютно-десантного полка. В октябре того же года вывел своё подразделение из базы в Гудауте с территории Грузии, будучи вынужденным отступить под напором банды Гелаева. Затем возглавил группу охраны и обеспечения Северо-Кавказского военного округа, которая в апреле 2002 года десантировалась в Кодорское ущелье, восстановив пост миротворцев у села Ажара, после чего к Асапову на переговоры прилетел лично президент Грузии Эдуард Шеварднадзе.
В 2003 году полковник Асапов стал первым заместителем командира базирующейся в Иваново 98-й воздушно-десантной дивизии, а через полтора года — начальником штаба. Зимой 2003—2004 годов находился в командировке в Чечне, возглавив группировку ВДВ. Получил второе, лёгкое, ранение, и впоследствии «делился с подчинёнными боевым опытом, который получил в ходе операции по восстановлению конституционного строя в Чеченской Республике».
В 2007 году переведён из Воздушно-десантных войск в Сухопутные войска и назначен командиром 18-й пулемётно-артиллерийской дивизии Дальневосточного военного округа, дислоцирующейся на Курильских островах. За время командования данным соединением с зоной ответственности в 400 километров по островам Итуруп и Кунашир исправил проблемы с воинской дисциплиной и боевой подготовкой, положил конец любым проявлениям межнациональной розни, наладил порядок комплектования частей офицерами и личным составом, организовал плановый ремонт и восстановление техники. За проявленные во время этой работы энергию и крутой нрав получил ещё одно прозвище — «Курильский ледокол».
В 2010—2011 годах был слушателем Военной академии Генерального штаба, которую окончил с отличием. 23 июня 2011 года в звании полковника назначен командиром 37-й отдельной гвардейской мотострелковой бригады, входящей в состав 36-й общевойсковой армии Восточного военного округа, которая дислоцируется в Бурятии и Забайкальском крае. При Асапове в бригаде, базирующейся в бурятской Кяхте, в целях профилактики участившихся нарушений воинской дисциплины и преступлений появился буддистский лама. Также бригада под командованием Асапова приняла участие в трёх международных учениях — двух российско-монгольских «Селенга-2011» и «Селенга-2012» и в российско-индийском «Индра-2012».
В феврале 2013 года назначен на должность заместителя командующего 5-й общевойсковой армией Восточного военного округа, базирующейся в Уссурийске. 8 мая 2013 года получил воинское звание «генерал-майор».
В январе 2014 года назначен командиром 68-го армейского корпуса, со штабом в Южно-Сахалинске. В 2014—2015 годах под командованием Асапова на Сахалине и Курилах прошёл ряд учений, в ходе которых были отработаны «различные сценарии обороны побережья на десантоопасных направлениях», «ряд задач по уничтожению диверсионно-разведывательной группы», «действия группировки войск при ликвидации последствий кризисных ситуаций природного и техногенного характера, в частности, возникших в результате землетрясения и представляющих угрозу военным и гражданским объектам». 9 мая 2015 года на площади Славы в Южно-Сахалинске принял парад в честь 70-летия победы в Великой Отечественной войне, о проведении которого договаривался с губернатором Сахалинской области Александром Хорошавиным.

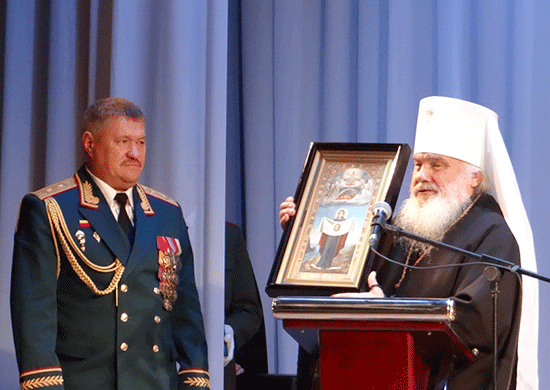
Асапов c митрополитом Владивостокским и Приморским Вениамином, 2016 год

По данным прессы, в июле 2015 года отправлен в командировку в Ростов-на-Дону, где остался в распоряжении Южного военного округа; находился в командовании военной части № 64722, где служил полковник Руслан Галицкий, который, по данным СМИ, находился на востоке Украины. Имя Асапова стало появляться в прессе в контексте украинского конфликта. Согласно заявлению Главного управления разведки министерства обороны Украины, в августе 2015 года Асапов под фамилией прикрытия «Примаков» стал командующим 1-го армейского корпуса Центра территориальных войск ЮВО в Донецке, то есть на части территории Украины, контролируемой ДНР. По данным спикера администрации президента Украины по вопросам АТО полковника Андрея Лысенко, Асапов принимал активное участие в оснащении техникой и наведении военной дисциплины в 9-м отдельном полку морской пехоты. Согласно информации контрразведки Службы безопасности Украины, его непосредственным начальником в Донбассе был генерал-лейтенант ВС РФ Герой России Михаил Теплинский. 11 июня 2016 года Асапов получил звание генерал-лейтенанта. Как заявил секретарь Совета национальной безопасности и обороны Украины Александр Турчинов, он был повышен «за преступления, совершённые на востоке нашей страны». Указом президента Украины Петра Порошенко от 17 октября 2016 года в соответствии с решением СНБО Украины от 16 сентября 2016 года в отношении Асапова были введены персональные санкции экономического и иного характера, которые были продлены указом от 15 мая 2017 года по решению от 28 апреля 2017 года на один год. Несмотря на отрицание российскими властями своего участия в конфликте в Донбассе, информацию о том, что Асапов был на Украине, подтвердили его младший брат Вячеслав, а также функционеры и военнослужащие ДНР, в том числе Игорь Стрелков, Фёдор Березин, Александр Ходаковский.
В августе 2016 года занял пост командующего 5-й общевойсковой армией, пробыв в этой должности больше года. Вскоре после назначения Асапова армия отметила 75-летие со дня своего создания, и как отмечалось в СМИ, он «немало потрудился, чтобы развить группировку и превратить Курилы в неприступную крепость для потенциального противника». В феврале 2017 года был отправлен в командировку в Сирию. Меж тем, Асапов ещё 15 февраля на Сергеевском общевойсковом полигоне следил за отбором военнослужащих на проект «Танковый биатлон».

### Гибель
Контекст

Ситуация под Дайр-эз-Зауром по состоянию на конец сентября 2017 года:
Сирийские власти при поддержке России
Сирийская оппозиция при поддержке США
ИГИЛ

Асапов выполнял в Сирии обязанности старшего группы российских военных советников, занимаясь оказанием помощи сирийским командирам в управлении операцией по освобождению Дайр-эз-Заура. Согласно источникам Ирека Муртазина, генерал-лейтенант мог руководить всеми российскими советниками. К тому времени борьба за отбитие города у ИГИЛ развернулась между сирийскими войсками при поддержке России и силами сирийской оппозиции при помощи войск коалиции во главе с США. Ввиду этого возросла возможность столкновения соседствующих сторон: сирийская оппозиция обвинила Россию в нанесении авиаударов по своим Сирийским демократическим силам, однако в российском минобороны заявили, что атаки были проведены лишь по «объектам террористов».
Согласно СМИ, Асапов работал при штабе 5-го добровольческого штурмового корпуса Сирийской арабской армии (по другим данным, непосредственно командовал им), подошедшего к Дайр-эз-Зауру и занявшегося форсированием Евфрата. Войска под командованием Асапова освбодили от террористов ряд территорий, порядка 75 % от всей площади города; сам он участвовал в боях вдоль Евфрата, попал под снайперский обстрел под Акербатом. По словам начальника Генерального штаба ВС РФ генерала армии Валерия Герасимова, приведённым журналистами Reuters, Асапов командовал самим 5-м корпусом, и как свидетельствуют фотографии с Евфрата, он в простой военной форме без знаков различия лично руководил сирийскими солдатами, наводящими понтоны. Как отмечал Леонтий Шевцов, советники уровня Асапова обеспечивали должное управление войсками на месте так как «обученность сирийской армии до сих пор оставляет желать лучшего». По мнению Игоря Коротченко, сирийские войска были обязаны своими военными успехами российским военным советникам, взявшим на себя организацию вопросов боевого управления, разведки, связи, планирования боевых действий, в общем все те задачи, которые и выполнял Асапов. Между тем, на левом берегу Евфрата к тому времени расположились союзные США силы, и по неподтверждённым данным, Асапов с передовыми отрядами сирийской армии мог переправиться туда для переговоров с сирийской оппозицией и американскими военными.
Обстоятельства
Военные успехи — будь то крымская операция или нынешняя сирийская кампания — наглядно доказывают, что современная российская армия не просто красивая картинка, на которую приятно смотреть 9 Мая на Красной площади. Современная российская армия — это реально воюющая и побеждающая боевая машина, решающая поставленные перед ней задачи.
По официальным данным Министерства обороны РФ, распространённым 24 сентября 2017 года по СМИ, генерал-лейтенант Асапов получил смертельное ранение от разрыва артиллерийской мины боевиков террористической группировки ИГИЛ во время сражения за Дайр-эз-Заур. По сведениям журналистских источников, генерал-лейтенант находился прямо на передовой, в командном пункте сирийских правительственных войск, но не выходил на связь ещё с 23 сентября. Как отмечалось в СМИ, мина точной наводкой попала в командный пункт, где находился Асапов, в результате чего его «буквально разорвало, от человека ничего не осталось». Асапову был 51 год. По неподверждённым данным, вместе с ним могли погибнуть переводчик или ещё двое военнослужащих.
Асапов стал первым самым высокопоставленным офицером, погибшим в Сирии, а также пятым убитым за неделю, тогда как с начала военной операции на тот момент по официальным данным минобороны погибло 37 человек, а по неофициальным — свыше 40 человек. Также Асапов оказался десятым генералом, погибшим во время локальных конфликтов с участием СССР/России с 1980 года. В связи с масштабом работ, возложенных на генерал-лейтенанта, как отмечал Виктор Мураховский, риск гибели старшего офицера очень велик, и касательно Асапова — «это случайность», а по мнению Павла Фельгенгауэра, потеря генерала в бою — «дело довольно редкое».
Реакция и расследование
Временно исполняющим обязанности командующего 5-й армией был назначен заместитель командующего 5-й армии по материально-техническому обеспечению полковник Сергей Персиянцев. В российском минобороны сообщили, что Асапов был посмертно представлен к «высокой государственной награде», правда, без уточнения к какой именно, однако Виктор Баранец отметил, что это орден Мужества. Тем не менее, товарищ Асапова по псковской дивизии, депутат Государственной думы Юрий Швыткин пообещал поднять на заседании комитета по обороне вопрос о присвоении ему звания Героя Российской Федерации. Пресс-секретарь президента России Дмитрий Песков отказался комментировать гибель Асапова, как и его возможное награждение. Позже, в некрологе Асапову, опубликованном в газете «Красная звезда», появился орден Жукова. Затем он был посмертно удостоен звания «Герой Российской Федерации».
Сожаление по поводу потери Асапова высказал министр иностранных дел Сирии Валид Муаллем. Соболезования в связи с гибелью Асапова выразили: Министр обороны России генерал армии Сергей Шойгу и высший командный состав минобороны России, губернатор Приморского края Владимир Миклушевский, председатель Законодательного собрания Приморского края Александр Ролик и краевые депутаты, губернатор Сахалинской области Олег Кожемяко, губернатор Оренбургской области Юрий Берг, руководство Законодательного собрания Кировского области, власти Уссурийска, глава Пскова Иван Цецерский, члены Центрального совета ДОСААФ России. Глава Ингушетии, Герой России генерал-майор Юнус-Бек Евкуров, лично знавший Асапова, отметил, что он «был очень хорошо известен в армии. Его очень любили — как командира, как отличного парня».
Президент Абхазии Рауль Хаджимба сказал, что с глубокой скорбью встретил известие о гибели Асапова, а начальник управления по связям со СМИ администрации президента Абхазии Алхас Гагулия отметил, что семье генерала будет оказана необходимая помощь.
Тем временем, сирийские спецслужбы начали расследование гибели Асапова, причиной которой, по предварительным данным следствия могла быть утечка информации, что подтвердил Муаллем. Первый заместитель председателя комитета Совета Федерации по обороне и безопасности Франц Клинцевич, заявивший о предательстве, попутно обвинив США в гибели генерал-лейтенанта и государственном терроризме. Заместитель министра иностранных дел России Сергей Рябков также обвинил в причастности к гибели Асапова власти США, заявив, что его смерть — это «плата кровью за это двуличие американской политики». Ранее, 24 сентября минобороны России на официальной странице в «фейсбуке» обвинило США в связях с ИГИЛ на основании фотографий наличия у исламистов внедорожников Hummer, бронетранспортеров Cougar, микроавтобусов, пикапов с пулеметами и другой техники, стоящей на вооружении армии США. Однако, как сообщил в 2015 году премьер-министр Ирака Хайдер Абади, при падении Мосула исламистам досталось большое количество «хаммеров», порядком более двух тысяч, поставленных иракской армии из США. Вскоре официальный представитель государственного департамента США Хизер Науэрт написала в Твиттере, что «заявления, что США поддерживают ИГИЛ или причастны к гибели российского командира, не основываются на фактах. США/Коалиция преследуют одну цель: разгром ИГИЛ», в связи с чем, «сделанные российскими чиновниками комментарии неправдивы и бесполезны». Тем не менее, вскоре депутат Государственной думы и председатель партии «Родина» Алексей Журавлёв призвал не верить «профессиональной американской лжи» и обвинил США в «подлом сговоре» с ИГИЛ, пообещав, что «рано или поздно Вашингтону придётся заплатить по всем счетам». Впоследствии любые подозрения в причастности американцев к гибели Асапова отверг посол США в России Джон Теффт, тогда как по данным журналистских источников в сирийских спецслужбах причиной случившегося стала утечка информации к террористам. Между тем, выводы расследования гибели Асапова не были опубликованы.
Прощание и похороны
25 сентября на площади Славы в Южно-Сахалинске прошёл митинг памяти Асапова с возложением цветов к вечному огню и проведением заупокойной литии, а также ружейными залпами под гимн России. Такое же мероприятие прошло 27 сентября и у дома культуры и памятника воинам-интернационалистам Калининского сельского поселения. Митинг состоялся также на Аллее Славы на территории штаба 5-й армии в Уссурийске в присутствии начальника штаба Воздушно-десантных войск ВС РФ Николая Игнатова, где собравшиеся возложили цветы к портрету Асапова у мемориальной доски «Героям 5-й Общевойсковой армии», после чего в церкви при 5-й армии и в храме Покрова Пресвятой Богородицы прошли траурные литургии.
Асапов был похоронен 27 сентября с воинскими почестями под гимн России и ружейный салют на Федеральном военном мемориальном кладбище в Москве в присутствии родных и близких, сослуживцев, представителей руководства Минобороны. По словам начальника Генерального штаба ВС РФ генерала армии Валерия Герасимова, «благодаря своим разносторонним знаниям и богатому служебному опыту, он оказывал неоценимую помощь командованию сирийской армии в планировании и проведении боевых операций против международных террористов. Генерал Асапов никогда не прятался за спины товарищей и погиб в бою, как настоящий воин». По данным «Reuters» среди присутствовавших был заместитель командующего силами непризнанной ДНР Эдуард Басурин. Венки с надписями на русском и арабском языках прислало высшее сирийское военное и политическое руководство, в том числе президент Сирии Башар Асад. Позднее на могиле появились флажки ДНР.

## Память

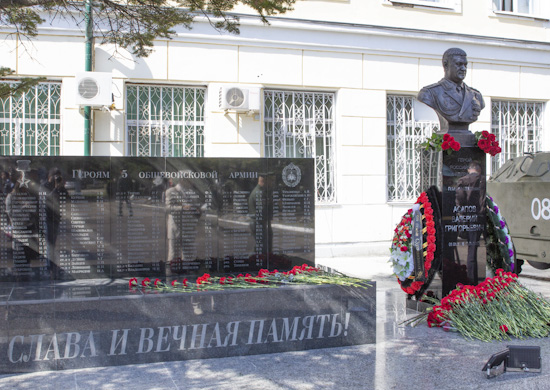
Памятник Асапову в Уссурийске, 2018 год

В декабре 2017 года имя Асапова было присвоено средней школе № 8 в Южно-Сахалинске, а в мае 2018 года — средней школе № 25 в Уссурийске.
В январе 2018 года в честь Асапова была названа половина улицы Рукавишникова в Кяхте. В феврале того же года его имя было присвоено школе села Калинино; также было объявлено о планах установки мемориала с бронзовым бюстом, а также обустройства парка имени Асапова. Таковой памятник вместе с парком был открыт в декабре 2018 года.
Приказом Министра обороны Российской Федерации от 23 июля 2018 года Асапов был навечно зачислен в списки личного состава 8-й роты курсантов Рязанского гвардейского высшего воздушно-десантного командного училища имени генерала армии В. Ф. Маргелова. Памятная доска Асапову была открыта на здании солдатского общежития 104-го десантно-штурмового полка в Пскове.
В августе 2018 года при участии командующего ВДВ генерал-полковника Андрея Сердюкова на могиле Асапова на Федеральном военном мемориальном кладбище в Мытищах был открыт надгробный памятник. В том же месяце памятник Асапову был открыт на территории штаба 68-го армейского корпуса в Южно-Сахалинске. В сентябре того же года памятники Асапову были открыты в сквере Победы в Курильске, а также на Аллее Славы на территории штаба 5-й Краснознаменной общевойсковой армии в Уссурийске. В ноябре бюст Асапова был установлен на аллее Славы Рязанского училища, а в декабре в его честь был открыт мемориал в Кяхте. Планируется создание экспозиции о Асапове в музейно-мемориальном комплексе «Победа» в Южно-Сахалинске.
Именем Асапова названа площадь на российской авиабазе Хмеймим в Сирии. В мае 2023 года на территории авиабазы открыт памятник.

## Награды

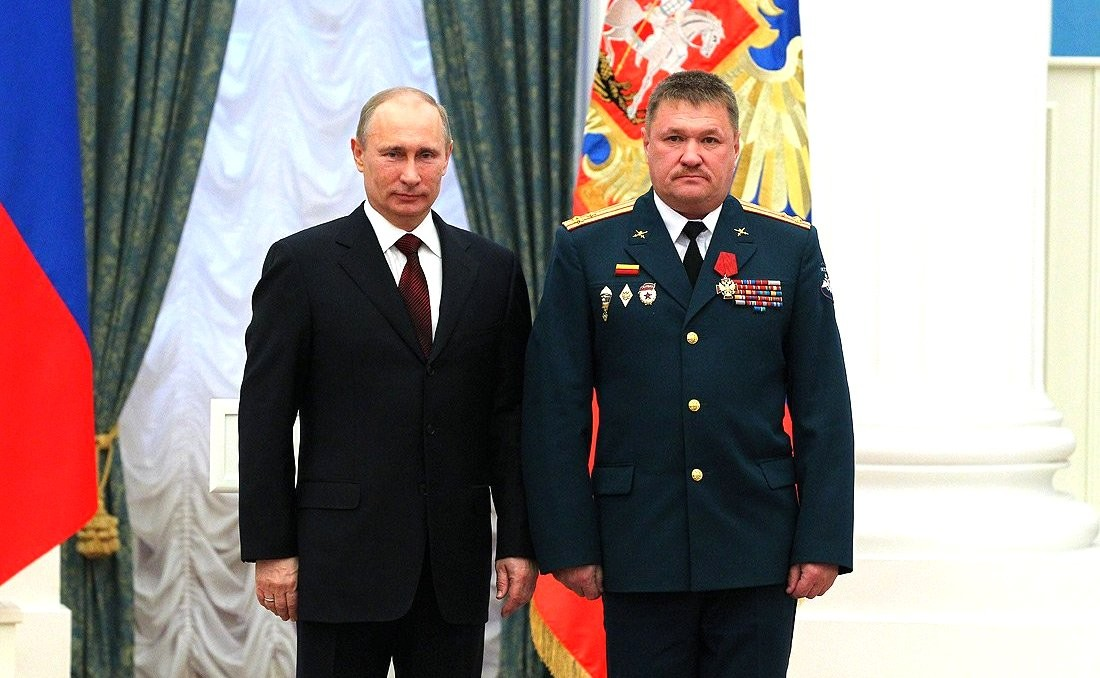
Асапов с Путиным после награждения орденом «За заслуги перед Отечеством» IV степени в московском Кремле, 2013 год

### Российские
Государственные
- Звание «Герой Российской Федерации» с удостаиванием медали «Золотая Звезда» (20 декабря 2017 года)[15][199][213][214]. Вручена 6 марта 2018 года вдове Асапова на закрытой церемонии в Доме офицеров Российской Армии в Уссурийске[215].
- Орден «За заслуги перед Отечеством» IV степени — за достойный вклад в международное военное сотрудничество[26] (22 февраля 2013)[216]. Вручён президентом России Владимиром Путиным на церемонии в Кремле накануне Дня защитника Отечества[217].
- Орден Жукова (2017)[14][15].
- Орден Мужества (1996)[14][15].
- Орден «За военные заслуги» (2001)[14][15].
- Медаль ордена «За заслуги перед Отечеством» II степени с мечами (2004)[14][15].
- Медаль «За боевые заслуги»[14][15].
- Медаль «За отличие в военной службе» I степени[218].
- Медали[219].
- Знак «Инструктор-парашютист» за 200 и 10 прыжков

Общественные
- Орден «Ветеранский крест» II степени[3].
- Медаль «За верность десантному братству» (Союз десантников России).

### Иностранные
- Орден «Герой Республики» (Сирия, 2017 год)[К 1][213][214][220]. Высшая государственная награда, присуждаемая в том числе и «военнослужащим братских и дружественных армий, участвующих наряду с Сирийской арабской армией в борьбе против террористических банд и враждебных элементов»[221][222].

## Личная жизнь
Жена — Ольга Петровна, есть дочь. По окончании военной службы Асапов хотел остаться жить на Сахалине. Неудачно судился со своим командованием за внесение сведений о родственниках жены, то есть дочери от первого брака и её сына, в личное дело, что могло бы учитываться при обеспечении жилым помещением ввиду предстоящего увольнения в запас. После гибели Асапова жилищный вопрос его семьи был решён.

## Комментарии
1. ↑  См. фотографию Архивная копия от 29 сентября 2017 на Wayback Machine наград Асапова с церемонии прощания.